# CIFA Premier League 2019-20
La CIFA Premier League 2019-20 fue la edición número 41 de la CIFA Premier League.

## Formato
Los 12 equipos jugaron entre sí mediante sistema de todos contra todos 1 vez totalizando 11 partidos cada uno, al término de la temporada el club con mayor puntaje se proclamó campeón y de cumplir los requisitos establecidos se clasificará a la CONCACAF Caribbean Club Shield 2021.

## Equipos participantes
| Pos. | Equipo                 |
| ---- | ---------------------- |
| 1    | Scholars International |
| 2    | Bodden Town FC         |
| 3    | Academy SC             |
| 4    | Elite SC               |
| 5    | Future SC              |
| 6    | Roma United            |
| 7    | Latinos FC             |
| 8    | George Town SC         |
| 9    | Sunset FC              |
| 11   | East End United        |
| 12   | North Side SC          |
| 14   | Alliance FC            |

## Tabla de posiciones
Actualizado el 18 de Agosto de 2020.
| Pos. | Equipo                 | Pts. | PJ | PG | PE | PP | GF | GC | Dif. |
| ---- | ---------------------- | ---- | -- | -- | -- | -- | -- | -- | ---- |
| 1.º  | Bodden Town FC         | 30   | 11 | 10 | 0  | 1  | 30 | 5  | 25   |
| 2.º  | Scholars International | 27   | 11 | 9  | 0  | 2  | 39 | 10 | 29   |
| 3.º  | Elite SC               | 20   | 11 | 6  | 2  | 3  | 25 | 13 | 12   |
| 4.º  | Academy SC             | 20   | 11 | 6  | 2  | 3  | 16 | 14 | 2    |
| 5.º  | Latinos FC             | 19   | 11 | 5  | 4  | 2  | 26 | 14 | 12   |
| 6.º  | Sunset FC              | 18   | 11 | 5  | 3  | 3  | 17 | 13 | 4    |
| 7.º  | Future SC              | 15   | 11 | 4  | 3  | 4  | 14 | 17 | −3   |
| 8.º  | Roma United            | 13   | 11 | 4  | 1  | 6  | 15 | 17 | −2   |
| 9.º  | George Town SC         | 13   | 11 | 4  | 1  | 6  | 11 | 14 | −3   |
| 10.º | East End United        | 10   | 11 | 3  | 1  | 7  | 17 | 28 | −11  |
| 11.º | Alliance FC            | 4    | 11 | 1  | 1  | 9  | 12 | 40 | −28  |
| 12.º | North Side SC          | 0    | 11 | 0  | 0  | 11 | 6  | 46 | −40  |

|  | Campeón y CONCACAF Caribbean Club Shield 2021 |
|  | Descenso a CIFA Primera División              |